# Седовский, Яков
Яков Седовский (укр. Яків Седовський; дата рождения неизвестна, современная Львовщина — дата смерти неизвестна, вероятно, Венеция) — галицкий писатель и поэт XVII века.

## Биография
По предположениям Я. Головацкого и К. Студинского, Яков Седовский родился на Львовщине. Образование получил в «Академии Патавской» (Падуанском университете), главном учебном заведении Венецианской республики. Однако по утверждениям Ивана Франко, поэт обучался в Венеции.
Принадлежал к православной «венецианской братии» Братства святого мученика Христова Георгия при церкви Сан-Джорджо-деи-Гречи. Писал на западнорусском языке  («диалектом словенским»).
Среди произведений Якова Седовского исследователям известен панегирик «Анатима тис тимис» (с греч. — «Подарок почёта»), изданный типографией Марка Гинамма в Венеции в 1641 году. Оригинал до наших дней не сохранился. Стихотворение написано по случаю присвоения степени доктора философии выпускнику Падуанского университета, львовянину Григорию Кирницкому.
Кроме того, поэт в панегирике выразил благодарность митрополиту Филадельфийскому Афанасию Валериянову, «венецианцам», братии и ктиторам греческой православной Георгиевской церкви, которые молитвенно и материально помогали Кирницкому и другим православным украинцам получить образование. Известно, что среди выпускников Падуанского университета в XVII веке было много выходцев из Украины: Станислав Ореховский, Василий Русянович, Павел Боим, Иван Курцевич-Булыга (сподвижник гетмана Петра Конашевича-Сагайдачного), Станислав Морозенко (впоследствии полковник и соратник Богдана Хмельницкого) и другие.